# مسار حيوي
في علم الأحياء الخلوي، المسار الحيوي هو سلسلة من التفاعلات بين الجزيئات في الخلية تؤدي إلى منتج معين أو تغيير في الخلية. يمكن لمثل هذا المسار تحفيز تجميع جزيئات جديدة، مثل الدهون أو البروتين. يمكن للمسارات أيضًا تشغيل الجينات وإيقافها، أو تحفيز الخلية على التحرك. تشارك بعض المسارات الحيوية الأكثر شيوعًا في عملية التمثيل الغذائي وتنظيم التعبير الجيني ونقل الإشارات. تلعب المسارات دورًا رئيسيًا في الدراسات المتقدمة لعلم الجينوم.

## أمثلة
من أبرز المسارات الحيوية:
- مسار الأيض
- المسار الجيني
- مسار توصيل الإشارة

## التشريح العصبي
في التشريح العصبي، المسار العصبي هو الاتصال الذي تشكله المحاور العصبية التي تمتد من الخلايا العصبية لتكوين مشابك على الخلايا العصبية في مكان آخر، لتمكين النقل العصبي (إرسال إشارة من منطقة واحدة في الجهاز العصبي إلى أخرى).

## قواعد بيانات المسارات الحيوية
- موسوعة كيوتو للجينات والمجينات
- مجموعة قاعدة معطيات BioCyc
- درغ بنك
- ويكيباثويز